# Corb marí coronat
El corb marí coronat (Microcarbo coronatus) és una espècie d'ocell de la família dels falacrocoràcids (Phalacrocoracidae). També se l'ha inclòs al gènere Phalacrocorax com P. coronatus

## Hàbitat i distribució
Habita costes i illes properes d'Àfrica meridional, des d'Angola central cap al sud, per Namíbia fins al sud-oest de Sud-àfrica.